# Damgan
Damgan település Franciaországban, Morbihan megyében. Lakosainak száma 1930 fő (2022. január 1.). Damgan Ambon községgel határos.

## Népesség
A település népességének változása:
| Lakosok száma | 814  | 905  | 1032 | 1456 | 1656 | 1703 | 1702 | 1839 | 1908 | 1930 |
|               | 1968 | 1982 | 1990 | 2006 | 2013 | 2015 | 2017 | 2019 | 2020 | 2022 |